# Bravo Giovanni
Bravo Giovanni és un musical amb llibret de A.J. Russell, lletres de Ronny Graham i música de Milton Schafer. Està basat en la novel·la de 1959 de Howard Shaw, "The crime of Giovanni Venturi". El musical va ser concebut com a vehicle per a l'estrella operística Cesare Siepi, i la història és sobre els esforços d'una família que té un restaurant italià per competir amb una cadena de restaurants.

## Rerefons
Després de tres prèvies, la producció de Broadway, dirigida per Stanley Prager i coreografiada per Carol Haney, s'estrenà el 19 de maig de 1962 al Broadhurst Theatre, on es realitzaren 76 funcions. El repartiment incloïa Cesare Siepi, Michele Lee, David Opatoshu, George S. Irving, Maria Karnilova, Lainie Kazan, Larry Fuller, i Baayork Lee.
Va rebre tres nominacions als Tonys: Millor compositor i lletrista, millor coreografia i millor director musical.
Columbia Records publicà un àlbum amb el repartiment original.

## Sinopsi
Giovanni Venturi és l'amo d'una petita trattoria d'estil familiar aRoma. Quan una sucursal de la cadena de restaurants Uriti obre a la porta del costat i l'amenaça amb la ruïna, el seu amic Amadeo li suggereix que faci un túnel des del seu soterrani fins al de la cuina de l'Uriti, els robi menjar de l'ascensor i el serveixi, reduint preus per ser competitiu. Giovanni i la seva amiga Miranda aconsegueixen fer el túnel, i els seus esforços tenen profit.

## Cançons
| Acte I - "Rome" - "Uriti" - "Breachy's Law" - "I'm All I've Got" - "The Argument" - "Signora Pandolfi" - "The Kangaroo" - "If I Were the Man" - "Steady, Steady" - "We Won't Discuss It" - "Ah, Camminare" | Acte II - "Breachy's Law" (Reprise) - "Uriti Kitchen" - "Virtue Arrivederci" - "Bravo, Giovanni" - "One Little World Apart" - "Connubiality" - "Miranda" |

## Premis i nominacions

### Producció original de Broadway
| Any  | Premi       | Categoria               | Nominat                       | Resultat |
| ---- | ----------- | ----------------------- | ----------------------------- | -------- |
| 1963 | Premis Tony | Millor banda sonora     | Milton Schafer i Ronny Graham | Nominat  |
| 1963 | Premis Tony | Millor coreografia      | Carol Haney                   | Nominat  |
| 1963 | Premis Tony | Millor director musical | Anton Coppola                 | Nominat  |